# Semaine cycliste italienne
Le Semaine cycliste italienne (en italien : Settimana Ciclistica Italiana) est une course cycliste par étapes masculine italienne, organisée en 2021. Elle est classée dans l'UCI Europe Tour en catégorie 2.1.

## Histoire
La course est née grâce à l'initiative d'Emilia Sports Group (déjà organisateur de la Semaine internationale Coppi et Bartali et du Tour d'Émilie) en 2021, l'année du centenaire de la naissance d'Alfredo Martini, ancien commissaire technique (sélectionneur) de l'équipe nationale sur route italienne. En plus de la création de la course appelée Per sempre Alfredo, courue en mars en Toscane, il est également décidé d'organiser une nouvelle épreuve par étapes itinérantes en Italie. Le nom de Semaine cycliste italienne permet en fait aux organisateurs d'impliquer potentiellement les vingt régions.
La première édition a lieu du 14 au 18 juillet 2018 en même temps que la dernière semaine du Tour de France. Elle se déroule sur cinq étapes en Sardaigne avec un départ à Alghero et une arrivée à Cagliari.
La deuxième édition est inscrite au calendrier officiel de l'Union Cycliste Internationale du 13 au 17 juillet 2022, cependant les organisateurs n'ont pas trouvé d'accord avec la Région de la Sardaigne, qui n'a pas jugé cette période avantageuse pour la saisonnalité touristique et a demandé un report en octobre (la Région organise les trois premières étapes du Tour d'Italie féminin à la même période). N'ayant trouvé aucune place ni avec l'administration insulaire ni avec les autres régions, l'édition 2022 est finalement annulée.

## Palmarès
| Année | Vainqueur    | Deuxième      | Troisième        |
| ----- | ------------ | ------------- | ---------------- |
| 2021  | Diego Ulissi | Sep Vanmarcke | Giovanni Aleotti |